# Thomas H. Weller
Thomas H. Weller (Ann Arbor, Míchigan, Estados Unidos, 15 de junio de 1915 - Needham, Massachusetts, Estados Unidos, 23 de agosto de 2008) fue un virologo estadounidense.

## Biografía
Estudió en las facultades de Medicina de las universidades de Míchigan y Harvard; en este última es donde conoció a John F. Enders que, junto con Frederick C Robbins, compartirían el Premio Nobel de Fisiología o Medicina del año 1954, por sus trabajos sobre virología y Bacteriología. Fue médico del Centro Médico Infantil de Boston.
Los trabajos de Weller, Enders y Robbins, mejoraron las técnicas de cultivo de virus en tejidos vivos, concretamente el virus de la poliomielitis, permitiendo dar un gran paso en el manejo de estos microorganismos, produciéndose un avance en la lucha de enfermedades de etiología vírica.
Estos trabajos permitieron que otro equipo de investigadores, de la Universidad de Pittsburg, dirigidos por Jonas Edward Salk, pudieran obtener la primera vacuna con virus muertos contra la poliomielitis.
| Predecesor: Hans Adolf Krebs Fritz Albert Lipmann | Premio Nobel de Fisiología o Medicina 1954 | Sucesor: Axel Hugo Theodor Theorell |

- Datos: Q310131
- Multimedia: Thomas Huckle Weller / Q310131